# Coffea gallienii
Coffea gallienii är en måreväxtart som beskrevs av Marcel Marie Maurice Dubard. Coffea gallienii ingår i släktet Coffea och familjen måreväxter. Inga underarter finns listade i Catalogue of Life.